# Bajszos álszajkó
A bajszos álszajkó (Ianthocincla cineracea) a madarak osztályának verébalakúak (Passeriformes) rendjébe és a Leiothrichidae családjába tartozó faj.

## Rendszerezése
A fajt Henry Haversham Godwin-Austen angol ornitológus írta le 1874-ben, a Trochalopteron nembe Trochalopteron cineraceum néven. Besorolása vitatott egyes szervezetek a Garrulax nembe sorolják Garrulax cineraceus néven.

## Alfajai
- Ianthocincla cineraceus cineraceus (Godwin-Austen, 1874)
- Ianthocincla cineraceus cinereiceps (Styan, 1887)
- Ianthocincla cineraceus strenuus Deignan, 1957

## Előfordulása
Délkelet-Ázsiában, Kína, India és Mianmar területén honos. Természetes élőhelyei a szubtrópusi vagy trópusi hegyi esőerdők és magaslati cserjések. Állandó, nem vonuló faj.

## Megjelenése
Testhossza 21-24 centiméter, testtömege 43-55 gramm.

## Életmódja
Rovarokkal, magvakkal, bogyókkal és kis méretű gyümölcsökkel táplálkozik.

## Természetvédelmi helyzete
Az elterjedési területe nagyon nagy, egyedszáma viszont csökken, de még nem éri el a kritikus szintet. A Természetvédelmi Világszövetség Vörös listáján nem fenyegetett fajként szerepel.